# Dirty Impact
Dirty Impact ist ein österreichisches Houseprojekt und besteht aus dem DJ Phil Maurice und dem MC und Radiomoderator Chris Antonio.

## Geschichte
Bekannt wurde das Dirty Team durch ihre selbstgeschriebenen Lieder wie All I Really Want und I Say You. Aber auch Coverversionen von bekannten Hits wie Born to Be Wild oder Tom's Diner steigerten ihren Bekanntheitsgrad. Mit der Single Tom’s Diner belegten sie Platz 1 in den österreichischen DJ-Charts (DCA) und waren fünf Wochen in den österreichischen Verkaufscharts vertreten. Außerdem wurde das Lied in mehreren Ländern lizenziert wie z. B. in Portugal, Polen, Mexiko, Skandinavien oder den USA. Passend zum Sommer veröffentlichte Dirty Impact 2011 den Song I’m Always Here (Baywatch Theme), der ebenfalls in Österreich in die Verkaufscharts einstieg.
Seit 2011 gibt es von Dirty Impact die eigene von Universal Music Austria veröffentlichte Compilation-Reihe Dirty Impact Club Tour, die aus einer musikalischen Mischung aus House mit kommerziellen Einschlägen besteht. Die erste Compilation Vol. 1 war neun Wochen in den österreichischen Verkaufscharts vertreten. Im Oktober 2011 präsentierte Dirty Impact eine weitere Ausgabe mit Dirty Impact Club Tour Vol. 2. Nach den Erfolgen der ersten beiden Veröffentlichungen im Jahre 2011 soll die Compilation in Zukunft zweimal im Jahr erscheinen.
Mit der Single One Love gaben Dirty Impact und Sunny Marleen ihr Debüt beim Majorlabel Universal Music Austria. Internationale Remixe kamen von Alex Kenji und TV Rock und waren weltweit als Download erhältlich. Nach dem Erfolg in Österreich wurde die Single One Love noch bei Universal Music in der Schweiz, Deutschland, den Balkanländern, der Ukraine und Russland veröffentlicht.
Ihre Singles schaffen es regelmäßig auf Compilations wie z. B. Bravo Hits, Future Trance, Clubland, Millenium oder Nachtschicht. Im Herbst 2013 hat DJ Wolf le funk das Projekt verlassen. Dirty Impact, DJ Phil Maurice und MC Chris Antonio arbeiten weiter als Duo. Anfang 2015 verkündete Dirty Impact, dass ein eigenes Album bei Universal Music erscheinen wird. Vorbote des Albums ist eine gemeinsame Single mit Virginia Ernst.

## Diskografie

### Singles
| Jahr | Titel Album                                                  | Höchstplatzierung, Gesamtwochen, AuszeichnungChartsChartplatzierungen (Jahr, Titel, Album, Platzierungen, Wochen, Auszeichnungen, Anmerkungen) | Anmerkungen |
| Jahr | Titel Album                                                  | AT | Anmerkungen |
| ---- | ------------------------------------------------------------ | --- | ----------- |
| 2011 | Tom’s Diner                                                  | AT38 (4 Wo.)AT |             |
| 2011 | I’m Always Here Dirty Impact & Royal XTC feat. Chris Antonio | AT38 (1 Wo.)AT |             |
| 2012 | One Love Dirty Impact & Sunny Marleen                        | AT63 (1 Wo.)AT |             |
| 2013 | Breath Dirty Impact vs. Gordon & Doyle                       | AT31 (2 Wo.)AT |             |
| 2013 | Feel It Dirty Impact vs. Pressure Unit                       | AT29 (2 Wo.)AT |             |
| 2015 | Everybody                                                    | AT25 (2 Wo.)AT |             |
| 2015 | Runnin’ Dirty Impact & Saintro P feat. Virginia Ernst        | AT34 (1 Wo.)AT |             |
| 2016 | Famous Dirty Impact & TMLS                                   | AT43 (1 Wo.)AT |             |

Ohne Chartplatzierung
- 2009: All I Really Want
- 2010: I Say You
- 2010: Born to Be Wild
- 2014: Fly So High (feat. Daniel Merano)

### Remixe von Dirty Impact
- Dj Indygo ft. Chris Antonio - Spirit in the Sky (Dirty Impact Rmx)
- Merlin Milles - All I Want (Dirty Impact Rmx)
- Don Cybex & Harry Liebing - Electro (Dirty Impact Rmx)
- David Barnes - Milf (Dirty Impact Rmx)
- Falko Niestolik pres. Ryan Housewell - Faces (Dirty Impact sunrise Rmx)
- Crew 7 - Give into the Bass (Dirty Impact & Funkytunerockers Rmx)
- Scotty - Let the Beat Hit Em (Dirty Impact sunrise Rmx)
- Guenta k. - Pussy Killer (Dirty Impact xtc Rmx)
- Andrew Spencer - Zombie (Dirty Impact xtc Rmx)
- Lob & Tadel - Endless Path (Dirty Impact Rmx)
- Rene Rodrigezz - Feel the Love (Dirty Impact Rmx)
- Pressure Unit - Everything Will Be Alright (Dirty Impact Rmx)
- Rene Rodrigezz - More & More (Dirty Impact & Funkytunerockers Rmx)
- G.K. Project - Hey You - Stickin in My Brain (Dirty Impact Rmx)
- John Karen - Sweet Harmony (Dirty Impact Rmx)
- Guenta K. - Crazy in the Night (Dirty Impact Rmx)
- Pressure Unit - Tabledance (Dirty Impact & Funkytunerockers Rmx)
- Futurebase Dj - One More Time (Dirty Impact Rmx)
- Ryan Housewell - Flower (Dirty Impact Rmx)
- Rino(IO)Dj & HamletFm ft.Richi  - Jeans On (Dirty Impact Rmx)
- Philipp Ray & Viktoria - Rock My Heart (Dirty Impact Rmx)
- Fii - Power to the People (Dirty Impact Rmx)
- Harris & Ford - Legendär (Dirty Impact Rmx)
- Dj Indygo - Fu** This Early Morning (Dirty Impact Remix)
- Pressure Unit feat. Young Sixx - Get It on (Dirty Impact Remix)
- XDT - My Name Is Tiffany (Dirty Impact Rmx)

2013:
- Matt Springfield - Things I’ve Said (Dirty Impact Remix)
- Pressure Unit ft. Young Sixx - Out of Control (Dirty Impact Remix)
- Marty - Diamonds in the Sky (Dirty Impact Remix)
- Michelle Luttenberger - Disturbing Me (Dirty Impact Remix)

## Auszeichnungen

### Austrian Dance Award / ADA
- 2010: Nominiert für „Best House / Minimal Artist“
- 2011: Nominiert für „Best Remixer“
- 2012: Nominiert für „Best Remixer“ & „Best Artist“